# Tony Aubin

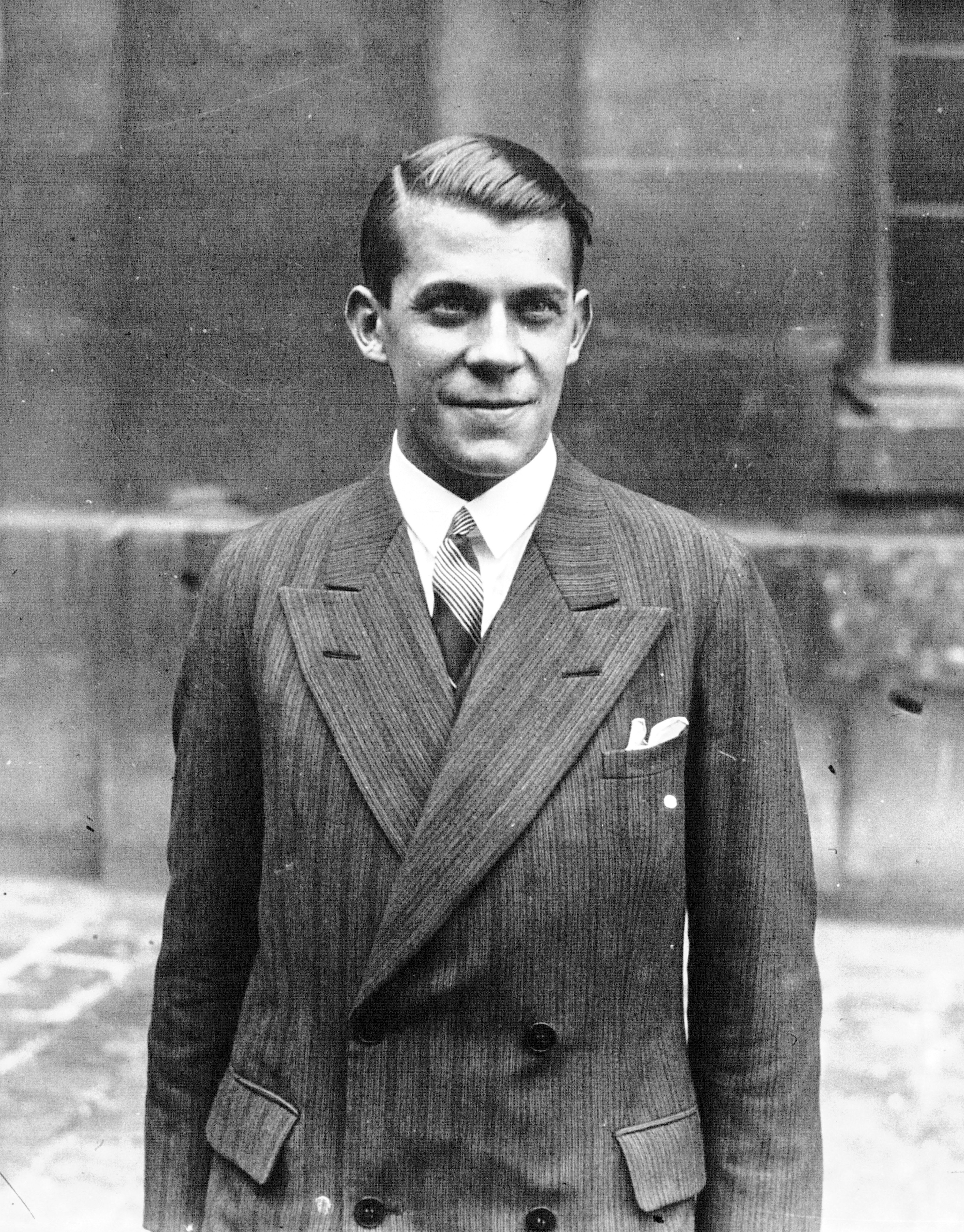
Tony Aubin

Tony Louis Alexandre Aubin (* 8. Dezember 1907 in Paris; † 21. September 1981 ebenda) war ein französischer Komponist und Dirigent.

## Leben
Tony Aubin studierte von 1925 bis 1930 am Conservatoire von Paris bei Samuel Rousseau (Harmonielehre), Noël Gallon (Kontrapunkt), Philippe Gaubert (Orchesterleitung und Komposition) und Paul Dukas (Komposition). 1930 gewann er den Prix de Rome für die Kantate Actéon. 1941 wurde er beim Rundfunk Leiter der Kammermusikabteilung und wurde 1943 zum Dirigenten ernannt. Von 1944 bis 1977 unterrichtete er am Conservatoire als Professor für Komposition. 1969 wurde er als Nachfolger von Louis Aubert in die Académie des Beaux-Arts gewählt.
Aubin komponierte ein Ballett, eine Oper, Schauspiel- und Filmmusiken, zwei Sinfonien und weitere sinfonische Werke, ein Cellokonzert, kammermusikalische Werke, Klavierstücke, Chöre und Lieder.

## Familie
Tony Aubin war mit der Pianistin Louise Clavius-Marius (1906–1975) verheiratet. Nach ihrem Tod heiratete er die Komponistin und Dirigentin Francine Tremblot de la Croix (1938–2016), die einst seine Schülerin gewesen war.

## Werke
- Sonate für Klavier, 1930
- Quatuor à cordes, 1930/1933
- Prélude, Récitatif et Finale für Klavier, 1930/1933
- Six poèmes de Verlaine, 1932/1933
- Cressida, Melodram, 1934
- 1. Sinfonie „Romantique“, 1934/1936
- Le sommeil d'Iskender, 1936
- Cantilène variée für Violoncello und Klavier, 1937
- La Chasse infernale (Le chevalier Pécopin), Scherzo Symphonique, 1941/1942
- Jeanne d'Arc à Orléans, Oratorium, 1942
- Suite danoise, 1942/1945
- Athalie, 1943
- 2. Sinfonie, 1944
- François Villon, 1945
- Fourberies, Ballett, 1950/1952
- Variations nach Motiven von Franz Schubert, Ballett, 1953
- Grand pas nach Motiven von Johannes Brahms, Ballett, 1953
- Suite éolienne für Flöte, Klarinette und Orchester, 1956
- Périls, Lyrisches Drama, 1956/1958
- La Source, 1960
- Hymne à d'espérance, 1961
- Concertinetto für Violine und Klavier, 1964
- Concertinetto del amicizia für Flöte und Klavier, 1965.
- Concertino della Brughiera für Basson und Klavier, 1966/1975
- Divertimento del incertezza für Klarinette und Klavier oder Streichorchester, 1967/ 1973
- La jeunesse de Goya, Oper, 1968/1970
- Concertino delle scoiattolo für Oboe, Klavier und Streicher, 1970
- Au fil de l'eau, 1970
- Toccatrotta, 1972
- Hidalgoyas für Gitarre, 1975